# C14H14N2O2
化学式C14H14N2O2（摩尔质量：242.273 g/mol）可以指：
- 异尼辛（義大利語：isonixin），CAS号：57021-61-1
- 3-苄氧基苯甲酰肼，CAS号：228419-13-4
- 4-苄氧基苯甲酰肼，CAS号：128958-65-6

|  | 这个同类索引页列出了具有相同分子式的化学物（即同分異構體）条目。 除非您是有意链接至本页，否则应将相应条目的内部链接指向正确的条目。 |